# Leptostomias multifilis
Leptostomias multifilis is een straalvinnige vissensoort uit de familie van Stomiidae. De wetenschappelijke naam van de soort is voor het eerst geldig gepubliceerd in 1941 door Imai.